# Ceiba samauma
Ceiba samauma är en malvaväxtart som först beskrevs av Carl Friedrich Phil.Sigm. Martius och Zucc., och fick sitt nu gällande namn av Julius Heinrich Karl Schumann. Ceiba samauma ingår i släktet Ceiba och familjen malvaväxter. Inga underarter finns listade i Catalogue of Life.